# Pierre-Robert Olivétan
Pierre-Robert Olivétan (auch Olivetanus genannt) (* um 1505 in Noyon, Picardie; † 1538 in Italien) war ein reformierter Theologe, Lehrer und Bibelübersetzer der Genfer Bibel, der ersten französischen Bibelübersetzung aus den biblischen Grundsprachen Hebräisch und Griechisch.

## Leben und Wirken
Olivétan war Sohn eines Kirchenvogts und wuchs in derselben Stadt wie Johannes Calvin auf, dessen Cousin er auch war. 1526 studierte er Jurisprudenz in Orléans, musste aber schon im folgenden Jahr aus Frankreich fliehen, weil man ihn der Ketzerei verdächtigte. Ab April 1528 widmete er sich in Straßburg dem Studium der alten Sprachen und war ein Schüler des Reformators Martin Bucer. 1531 wurde er Hauslehrer in Genf. Als sich dort ein bekannter Prediger gegen die Reformation zu äußern begann, widersprach er diesem und verursachte so einen Skandal. Er wurde wegen seiner reformatorischen Gesinnung im November aber auch von dort verbannt und zog nach Neuchâtel, wo er ebenfalls als Hauslehrer tätig war. Zusammen mit Guillaume Farel nahm er am 12. September 1532 an der Synode der Waldenser in Chanforan bei Torre Pellice teil, wo man ihn beauftragte, eine französische Bibelübersetzung zu erstellen. Er begnügte sich in den darauffolgenden Jahren mit kleinen Lehrstellen in Täler von Piemont.
1535 schloss er seine Arbeit an der Bibelübersetzung ab. Die Bibelübersetzung Olivétans orientierte sich im Alten Testament am hebräischen und aramäischen Grundtext. Sein Neues Testament war eine Revision der Übersetzung, die Jacques Lefèvre d’Étaples gegen 1523 nach der lateinischen Vulgata angefertigt hatte (vgl. Bible de Lefèvre d’Étaples). Seine 1535 bei Pierre de Vingle in Serrières bei Neuchâtel gedruckte Bibel war die erste evangelische Bibel in französischer Sprache, die zur Hauptbibel der Hugenotten und zur Basis für viele weitere Übersetzungen wurde. Im Mai 1536 wurde er als Lehrer an das Genfer Gymnasium berufen und überarbeitete auch seine Bibelübersetzung. Bereits 1533 erarbeitete er eine Instruction des enfants, die 1537 als Neuausgabe erschien. Im März 1538 brach er zu einer Reise nach Italien auf, weilte dort unter anderem am Hof von Renée de France in Ferrara und verstarb bald darauf unter unbekannten Umständen in Italien.